# Volkswagen Variant II
A segunda geração da Variant foi um produto exclusivamente brasileiro. Durou apenas três anos no mercado, sendo produzido entre setembro de 1977 e 1981, mas ficou marcado como o mais evoluído derivado do Fusca, principalmente no que se refere aos aspectos técnicos.
A começar pela suspensão dianteira, que utilizava o moderno sistema McPherson, substituindo o tradicional corpo de eixo duplo com com feixes de lâmina de torção e braços arrastados superpostos, adotado em toda a linha VW a ar. Na traseira, mantiveram-se as barras de torção, mas a geometria mudou totalmente, saindo o envelhecido semieixo oscilante para dar lugar ao mais eficiente braço semiarrastado. O "facão" continuou, mas apenas como elemento de ligação de cada braço à sua barra de torção.
Outra novidade era a nova distância entre-eixos, aumentada em 9,5 centímetros. mesmo assim, a Variant II era apenas 1,5 centímetros mais longa que a primeira geração do modelo. Porém, devido aos balanços mais curtos, bem como a maior área envidraçada de suas linhas retas e angulosas (típicas da época, inspiradas na Brasília e no Passat), a "nova" Variant passava a sensação de ser consideravelmente maior se comparada ao modelo que sucedeu.
Definida internamente como modelo "301", a Variant II foi um projeto desenvolvido totalmente pela engenharia da empresa no Brasil. Lançada em setembro de 1977, como modelo 1978, ficou popularmente conhecida como "Variantão", recebendo até mesmo apelido maldoso de "Sapatão" devido a semelhança com o VW Brasília.
Do VW Brasília inclusive foram aproveitadas várias partes, dentro da filosofia da Volkswagen de reduzir seus custos de produção. A Variant II usa do VW Brasília as mesmas portas laterais, parachoque traseiro, faróis e lanternas traseiras, indicadores direcionais dianteiros, parabrisas dianteiro, além de uma série de pequenos detalhes internos de acabamento. 